# 泰州学派
泰州学派（たいしゅうがくは）は、中国明代の儒教（宋学）における陽明学の一支派を指す。陽明学支派のなかでも急進的な学派であったことから王学左派（おうがくさは）に分類される。王守仁（王陽明）の直弟子で泰州出身の王艮（1483年 - 1540年、号は心斎）によって創始され、「百姓日用即道」などを主張した。
明代中期から後期にかけて隆盛し、樵夫の朱恕や陶工の韓楽吾など門人に多く被支配階級の人物がいたことに特色がある。その代表的人物は、朱恕・顔鈞・王襞・羅汝芳・何心隠・焦竑・周汝登（1547年 - 1629年、号は海門）らである。
その主張は、羅洪先らの王学右派が良知の発動以前にその本体を確立することを主張したのに反対して、良知というものは、本来あらゆる人間において確立されているものであり、修養の必要がない、というものであった。同様の発想から、良知には欲望そのものも含まれるとし、それが日常に徹底されることによって、完全な姿を表出するのであるとも説いた。
その主張には、王陽明以上に禅の影響が色濃く見られる。実際に、その中からは、三教一致の主張を展開した者も出た。さらに、彼らの主張を更に急進的に推し進めたのが李贄（李卓吾、1527年 - 1602年）である。その童心という概念は、純粋で初源的な心のあり様を述べたものであり、既成の価値概念を形骸化したものとして痛烈に批判した。